# 蒋沇
蒋沇（?—?），唐朝莱州胶水县（今山东省平度市）人，吏部侍郎蒋钦绪之子。
蒋沇好学，以孝廉授任洛阳尉、监察御史。与兄长蒋演、蒋溶，弟弟蒋清，都以有才干闻名于天宝年间。长史韩朝宗、裴迥让他负责推覆检勾，处事平允，剖断精当，成为官员的模范。乾元之后，历任陆浑县、盩厔县、咸阳县、高陵县县令。安史之乱之后，蒋沇负责医疗战争疮痍，尽力安抚百姓，恢复生产。副元帅郭子仪每次统兵通过他的县，对军吏说：“蒋沇令清而严干，供亿故当有素，士众得蔬饭见馈则足，无挠清政。”后来担任长安县令、刑部郎中、兼侍御史，领渭桥河运出纳使。元载秉政，蒋沇这样的廉洁官员得不到提升。大历十二年（777年），常衮推荐蒋沇，擢升为御史中丞、东都副留守。转任刑部侍郎、删定副使。改大理卿，持法明审称职。泾原兵变，唐德宗逃到奉天，蒋沇在途中被朱泚的部下擒获，想要任命他担任伪职，他绝食称病，隐藏在民间。唐平京师，拜为右散骑常侍。不久病故，年七十四岁，追赠工部尚书。其子蒋郅。

## 延伸阅读
[在维基数据编辑]
 《舊唐書·卷185下》，出自刘昫《舊唐書》